# Novoielîzavetivka, Berezivka
Novoielîzavetivka (în ucraineană Новоєлизаветівка) este un sat în comuna Znameanka din raionul Berezivkaa, regiunea Odesa, Ucraina.

## Demografie
Componența lingvistică a localității Novoielîzavetivka
     Ucraineană (99,73%)
     Alte limbi (0,27%)
Conform recensământului din 2001, majoritatea populației localității Novoielîzavetivka era vorbitoare de ucraineană (99,73%), existând în minoritate și vorbitori de alte limbi.